# Bitwa pod Czernicą Wielką
Bitwa pod Wielką Czernicą – walki polskiej 1 Dywizji Litewsko-Białoruskiej gen. Jana Rządkowskiego z sowieckimi 6., 21. i 56 Dywizją Strzelców w okresie wojny polsko-bolszewickiej.
4 lipca 1920 wojska Frontu Zachodniego Michaiła Tuchaczewskiego rozpoczęły ofensywę znad Berezyny i Auty. Polska 4 Armia a w jej składzie 1 Dywizja Litewsko-Białoruska po ciężkich walkach rozpoczęła odwrót.

## Położenie wojsk przed bitwą
Wojsko Polskie
Grupa generała Jana Rządkowskiego w składzie 1 Dywizja Litewsko-Białoruska i 11 Dywizja Piechoty tworzyła północne skrzydło polskiej 4 Armii gen. Stanisława Szeptyckiego opierającą swoją obronę na linii Berezyny. 
Na lewo od Grupy gen. Rządkowskiego stała dwubrygadowa Grupa gen. Władysława Jędrzejewskiego, stanowiąca południowe skrzydło polskiej 1 Armii zgrupowanej nad Autą. 
II Brygada Litewsko-Białoruska gen. Stefana de Latoura broniła odcinka frontu na wschód od rzeki Berezyny od Starego Sioła do jeziora Mieżużoł. Za ugrupowaniem II Brygady stał odwód armii – I Brygada Litewsko-Białoruska płk. Władysława Bejnara rozmieszczona w rejonie Tumiłowicze – Szałagiry.
Na prawym skrzydle II Brygady stały oddziały 15 Dywizji Piechoty broniące rubieży rzeki Berezyny. Łączność z nią utrzymywał Nowogródzki pułk strzelców.
Łączność z 11 Dywizją Piechoty utrzymywano za pomocą patroli wysyłanych na północ od jeziora Mieżużoł. Kilkukilometrowa luka stwarzała niebezpieczeństwo obejścia pozycji obronnych całej 1 DLB od północy.
Armia Czerwona
Front Zachodni Michaiła Tuchaczewskiego. 
W jego skład wchodziły:
- 3 Armia Michaiła Matijasewicza
- 4 Armia Jewgienija Siergiejewa
- 15 Armia Augusta Korka
- 16 Armia Nikołaja Sołłohuba
- 3 Korpus Kawalerii Gaja Dimitriewicza Gaja
- Grupa Mozyrska Tichona Chwiesina

Plan natarcia
Plan Tuchaczewskiego zakładał dwustronne oskrzydlenie polskiej 1 Armii gen. Zygadłowicza, okrążenie jej i zniszczenie w rejonie Łużki – Głębokie. 
W tym celu:
- 4 Armia Siergiejewa w składzie 12., 18. i 3 Dywizja Strzelców oraz 164 BS  z 3 Korpusem Kawalerii Gaja w składzie 10. i 15 DK miała nacierać między Dźwiną a Dzisną, przez Dryhucze – Szarkowszczyznę – Hermanowicze i rozbić lewe skrzydło polskiej 1 Armii.
- 3 Armia Władimira Łazarewicza w składzie 5., 6., 21. i  56 Dywizja Strzelców otrzymała zadanie uderzyć od południa przez Dokszyce – Parafianowo i rozbić prawe skrzydło wojsk gen. Zygadłowicza.
- 15 Armia Augusta Korka w składzie 4., 11., 15., 16., 33. i 54 Dywizja Strzelców miała wykonać w centrum uderzenie pomocnicze, wiązać oddziały polskie walką i uniemożliwić przerzucenie odwodów na zagrożone skrzydła[6].

## Przebieg bitwy
4 lipca 1920 wojska Frontu Zachodniego Michaiła Tuchaczewskiego rozpoczęły ofensywę.
Główne uderzenie wykonała atakujące grupę ppłk. Jerzego Sawa-Sawickiego sowiecka 4 Armia i 3 Korpus Kawalerii.
Północne skrzydło 4 Armii znalazło się w pasie natarcia sowieckiej 3 Armii Władimira Łazarewicza i części sił 15 Armii Augusta Korka. 
Zadaniem bliższym dywizji Łazarewicza było opanować rejon Dokszyc i przeciąć linię kolejową Połock – Mołodeczno. Jej główne uderzenie skierowane zostało na pozycje obronne II Brygady Litewsko-Białoruskiej.
Już o 3.00 artyleria sowiecka rozpoczęła przygotowanie ogniowe, a o godz. 4.30 do natarcia ruszyły oddziały piechoty. W kierunku na Wielką Czernicę nacierała 6 DS  w składzie 16., 17. i 18 Brygada Strzelców, a na Otrubok– dwór Berezpol – 21 Dywizja Strzelców. 56 Dywizja Strzelców pozostawała w odwodzie.
O 6.30 Polacy zostali wyparci z zajmowanych stanowisk. Około 8.30 gen. Rządkowski wprowadził do walki odwodową I BLB w kierunku na Wielką Czernicę. Po zaciętej walce brygada została zmuszona do odwrotu. Odwrót osłaniał I i III/1 pap LB. 
W godzinach popołudniowych oddziały 1 DLB dwukrotnie bez powodzenia starały się odzyskać Wielką Czernicę i Otrubok. Pułki kresowe ponosiły ciężkie straty.
Po południu dywizja wycofała się za rzekę. W pościgu za dywizją przeciwnik sforsował Berezynę pod Berezpolem. Kontratak batalionów 61 pułku piechoty z 15 Dywizji Piechoty i mińskiego pułku strzelców odrzucił chwilowo czerwonoarmistów za rzekę.
Nocą nieprzyjaciel wszedł w lukę między 1 DLB i 11 Dywizją Piechoty. Zagroziło to wyjściem na tyły polskiej obrony. Na zagrożony odcinek wysłany został batalion Wileńskiego pułku strzelców i odwodowe dwa bataliony 68 pułku piechoty.
5 lipca do natarcia bez przygotowania artyleryjskiego weszła odwodowa sowiecka 56 Dywizja Strzelców.
Piechota sowiecka włamała się w stanowiska III/ Wileńskiego pułku strzelców, a na prawym skrzydle dywizji Miński pułk strzelców został odrzucony znad Berezyny i utracił łączność z oddziałami sąsiedniej 15 Dywizji Piechoty.
Już około południa oba skrzydła 1 DLB były poważnie zagrożone. Sytuację ratowała artyleria, która kilkakrotnie zajeżdżała na odkryte stanowiska i ogniem na wprost zatrzymywała sowiecką piechotę.
Także na odcinku 11 Dywizji Piechoty nieprzyjaciel odnosił sukcesy.
Po ocenie sytuacji dowódca Grupy gen. Rządkowski około 17.00 wydał rozkaz odwrotu. 11 Dywizja Piechoty odeszła na linię Polanie–Wielka Sitnica, a 1 Dywizja Litewsko-Białoruska na linię Polanie – Hnieździłowo.
Do 21.00 oddziały obsadziły bez kontaktu z nieprzyjacielem swoje odcinki.

## Bilans walk
Atakujące wojska Frontu Zachodniego Michaiła Tuchaczewskiego uzyskały powodzenie na wszystkich odcinkach frontu.
1 Dywizja Litewsko-Białoruska i inne polskie wielkie jednostki nie były w stanie zagrodzić drogi masom piechoty sowieckiej, która nie zważając na straty, parła gęstymi liniami tyralier na polskie okopy.